# Melanchra pulverulenta
Melanchra pulverulenta là một loài bướm đêm trong họ Noctuidae.